# Lebuin
Lebuin (altsächsisch Liafwin „lieber Freund“; † um 775) war ein angelsächsischer Missionar im Fränkischen Reich. Er wurde berühmt durch seinen in der Vita Lebuini geschilderten Auftritt bei der Marklo-Versammlung der heidnischen Altsachsen. Lebuin wird als christlicher Heiliger verehrt.

## Leben

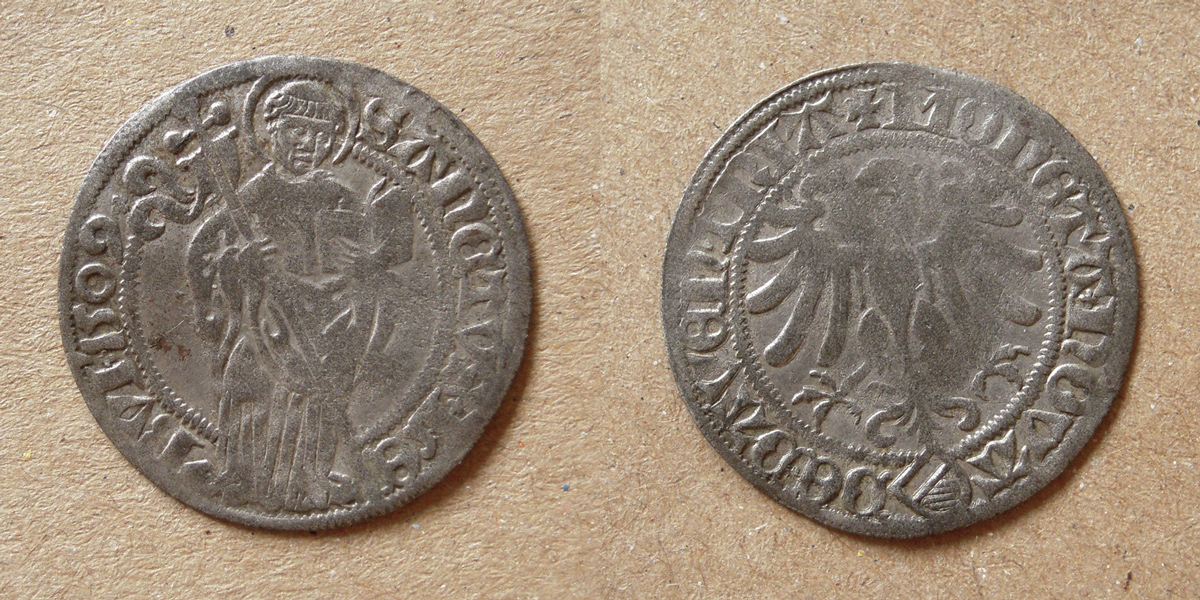
Deventer Stüber aus dem Jahr 1509, Silber. Die Vorderseite zeigt den Heiligen Lebuinus, die Rückseite den Adler aus dem Stadtwappen von Deventer.

### Leben (nach Vita Liudgeri I)
Über Geburt und Jugend Lebuins ist nichts bekannt. Der ältesten und zuverlässigsten historischen Quelle zufolge (Vita Liudgeri I) war Lebuin ein frommer und gelehrter Priester, der (um 770) vom angelsächsischen Britannien zum Festland herüber kam, um in dem Gebiet des Flusses IJssel dem Volk zu predigen. Jene Gegend war damals ein Grenzland von christlichen Franken, teilweise bekehrten Friesen und heidnischen Altsachsen, welches seit längerem angelsächsische Missionare anzog. Der für diesen Kirchsprengel zuständige Abt Gregor von Utrecht erteilte Lebuin eine Erlaubnis und stellte ihm einen weiteren aus England stammenden Geistlichen namens Markhelm zur Seite, der ein Schüler des bedeutenden Missionars Willibrord gewesen war. Lebuin wurde von einer Frau Aeverhild und weiteren Gläubigen vor Ort aufgenommen. Auf der Westseite des Flusses IJssel, in Wilp, errichteten die Gläubigen für Lebuin eine erste Kapelle. Kurz darauf erbauten sie ihrem Prediger am jenseitigen Ufer, in Deventer, eine Kirche, die zum Mittelpunkt von dessen Missionstätigkeit wurde. Welche Aktivitäten Lebuin dabei im Einzelnen entfachte, sagt die Quelle nicht. Aber offenbar forderte er den Zorn der Altsachsen heraus. Diese sammelten nämlich ein Heer, brannten Lebuins Kirche in Deventer nieder und vertrieben die Christen aus jener Gegend. Der Missionar flüchtete zurück nach Utrecht, zu seinem Mentor Abt Gregor. Als die Angreifer wieder abgezogen waren, kehrte Lebuin nach Deventer zurück, nahm seine alte Tätigkeit wieder auf und erbaute die Kirche neu. Bald darauf (um 775) starb er und wurde in seinem Gotteshaus begraben.
Jahresgenaue Datierungen zu Lebuin sind nicht möglich. Der Zeitrahmen seines Wirkens als Missionar, wie er sich aus Vita Liudgeri I, II indirekt erschließen lässt, umfasst ungefähr das Jahr 770 bis höchstens das Jahr 776.

### Die zweite Zerstörung von Lebuins Kirche in Deventer (nach Vita Liudgeri I,II)
Nach Lebuins Tod wurde Deventer ein zweites Mal von den Altsachsen verwüstet und Lebuins Kirche niedergebrannt. Besonders hervorgehoben wird in den Quellen, dass der Leichnam des Kirchengründers den Heiden verborgen blieb und erst von einem weiteren Geistlichen, dem Heiligen Liudger, wiedergefunden werden konnte. Dieser errichtete über dem Grab Lebuins einen dritten Kirchenbau (vor 777) und ordnete das christliche Leben am Ort neu.

### Lebuin und die Marklo-Versammlung (nach der Vita Lebuini)

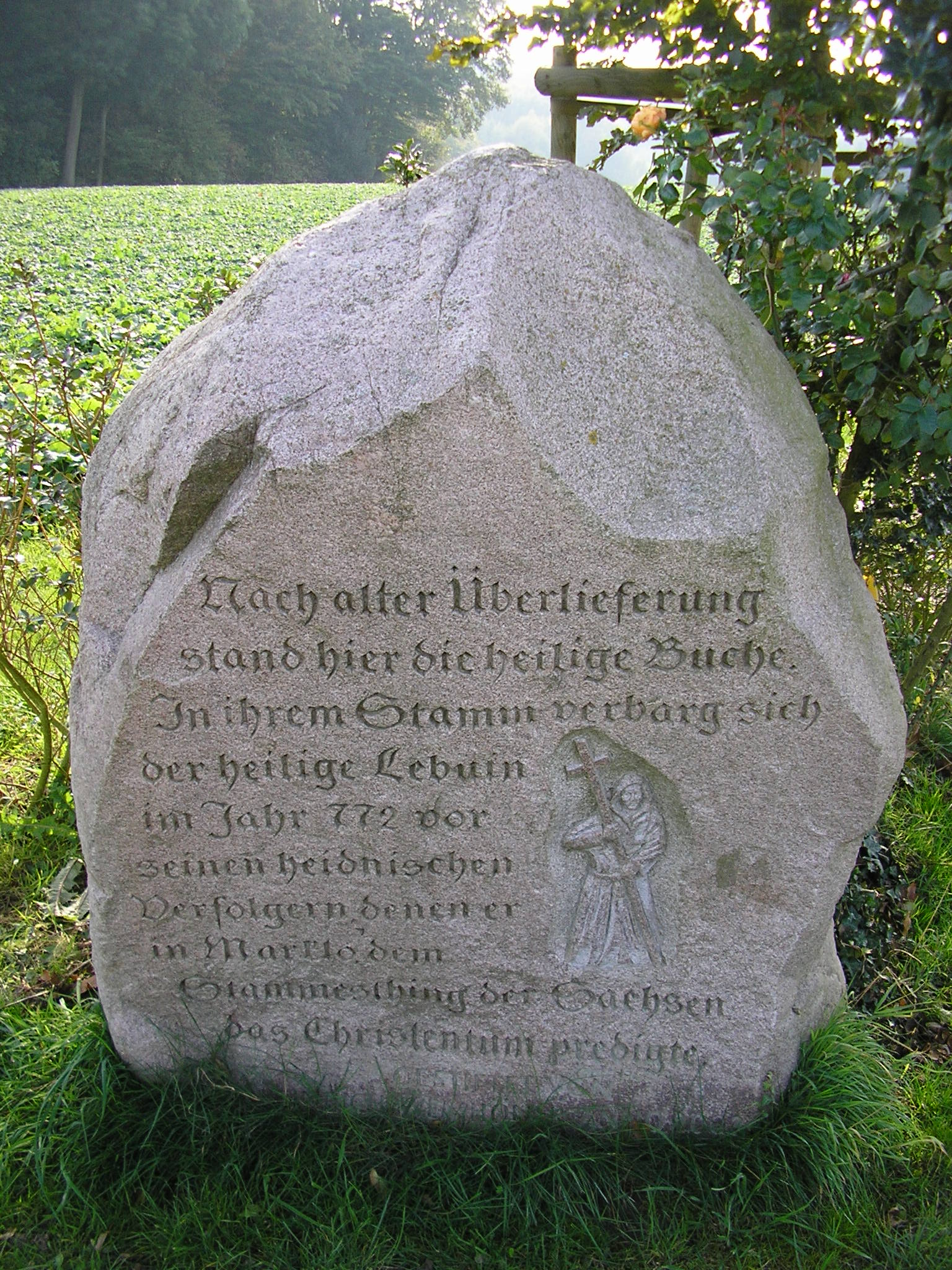
Gedenkstein an der Lebuinsbuche in Herford-Schwarzenmoor

In der Vita Lebuini wird berichtet, dass Lebuin sich auf eine Reise in das Innere des christenfeindlichen Altsachsens begeben hat, und zwar an einen Ort nahe der Weser namens Marklo, wo sich die sächsischen Großen mit ihrem Gefolge regelmäßig zu einer Zentralversammlung einfanden, um die inneren Angelegenheiten ihres Landes zu regeln. Lebuin erschien plötzlich unter den Anwesenden und mahnte sie, den christlichen Glauben anzunehmen, andernfalls drohe ihnen die gewaltsame Unterwerfung durch einen benachbarten König. Die Sachsen empörten sich gegen den Missionar und vertrieben ihn vom Versammlungsort. Mit dem Tode bedroht verschwand Lebuin vor den Augen der Heiden, indem er mittels eines göttlichen Wunders im Stamm eines Baumes verborgen wurde.
Dieser Wunderbericht ist für die Geschichte des Frühmittelalters deshalb von besonderer Bedeutung, weil er – neben der Kirchengeschichte des Beda Venerabilis aus dem frühen 8. Jahrhundert – die einzige Schriftquelle darstellt, die detaillierte Informationen über die inneren Verhältnisse Altsachsens liefert. Die Glaubwürdigkeit der Vita Lebuini, auf die sich die Lehrmeinung zur altsächsischen Geschichte stützt, wird allerdings inzwischen massiv bezweifelt, ja ganz verworfen (M.Springer).

## Verehrung
Lebuin wird seit dem 9. Jahrhundert als katholischer Heiliger verehrt. Sein Festtag ist der 12. November. Besonders gepflegt wird sein Andenken in der Stadt Deventer, auch über die Zeit der protestantischen Reformation hinaus.
Auf dem Gebiet der westfälischen Stadt Herford ist im Ortsteil Schwarzenmoor ein Denkmal für Lebuin (Lebuinsbuche) errichtet. Der Heilige soll auf seiner Flucht von der Marklo-Versammlung an jener Stelle in einer Buche verborgen gewesen sein. Diese Verehrung entstand wohl erst 1934.

### Weitere Quellen
- Gedicht des Radbod von Utrecht über Lebuin, in: Monumenta Germaniae Historica, Poetae. Band 4,1. 1881, S. 171, ISSN 0343-0847 (Radbod, Bischof von Utrecht (reg. 899–817))
- Predigt des Radbod von Utrecht über Lebuin: J.P. Migne: Patrologiae cursus completus. Series latina, Band 132, S. 553 f.
- Erwähnung des Lebuin-Grabes in Deventer, in: Annales Fuldenses. Hannover 1891, 1993, S. 99, ISBN 3-7752-5303-3, auch in: Quellen zur Karolingischen Reichsgeschichte. Band 3. Darmstadt 1960, S. 118f.